# Rahel Friederich
Rahel Friederich, född den 22 januari 1986 i Zürich, är en schweizisk orienterare som ingick i sprintstafettlaget som tog guld vid världsmästerskapen i orientering 2014.